# Sophia Di Martino
Sophia Di Martino (Nottingham, 1983. november 15. –) brit színésznő.
Legismertebb alakítása Sylvie a Loki (2021–2023) című sorozatban. Korábban a Baleseti sebészet (2009–2011) és a Flowers (2016–2018) sorozatok epizódjaiban is szerepelt.

## Fiatalkora
1983. november 15-én született Nottinghamben. Félig olasz származású. A Chilwell Comprehensive Schoolba járt, ahol előadóművészetből érettségizett. A Salfordi Egyetemen médiából és előadóművészetből szerzett diplomát.

## Pályafutása
2018-ban szerepelt a Click & Collect című filmben. 2021 és 2023 között a Loki című sorozatban volt főszereplő.

## Magánélete
2009 óta párkapcsolatban él Will Sharpe színésszel. Két gyermekük van, akik 2019-ben és 2021-ben születtek.

## Filmográfia

### Film
| Év   | Magyar cím                  | Eredeti cím                       | Szerep | Magyar hang |
| ---- | --------------------------- | --------------------------------- | ------ | ----------- |
| 2011 |                             | Black Pond                        | Rachel |             |
| 2015 | Hercegnők éjszakája         | A Royal Night Out                 | Phoebe |             |
| 2016 |                             | The Darkest Universe              | Eva    |             |
| 2019 | Yesterday                   | Yesterday                         | Carol  | Gáspár Kata |
| 2021 |                             | Sweetheart                        | Lucy   |             |
| 2021 | Louis Wain rendkívüli élete | The Electrical Life of Louis Wain | Judith |             |
| 2024 |                             | The Radleys                       | Lorna  |             |

### Televízió
| Év        | Magyar cím             | Eredeti cím                   | Szerep                         | Megjegyzések                                |
| --------- | ---------------------- | ----------------------------- | ------------------------------ | ------------------------------------------- |
| 2004      | Holby Városi Kórház    | Holby City                    | Gemma Walker                   | 1 epizód                                    |
| 2005      | Doktorok               | Doctors                       | Natalie James                  | 1 epizód                                    |
| 2006      | A jog útvesztőjében    | New Street Law                | Ella                           | 1 epizód                                    |
| 2006      |                        | Strictly Confidential         | Roanna                         | 1 epizód                                    |
| 2007–2009 | Az ideál               | Ideal                         | Helena                         | 2 epizód                                    |
| 2007      |                        | Heartbeat                     | Wendy                          | 1 epizód                                    |
| 2007      |                        | The Marchioness Disaster      | Erika Spotswood                | tévéfilm                                    |
| 2008      |                        | The Royal Today               | Gemma Pennant                  | főszereplő                                  |
| 2008      |                        | Spooks: Code 9                | Harpie barátnője               | 1 epizód                                    |
| 2008      |                        | Survivors                     | Simone                         | 1 epizód                                    |
| 2009      |                        | Boy Meets Girl                | divatszakos hallgató           | 1 epizód                                    |
| 2009–2011 | Baleseti sebészet      | Casualty                      | Polly Emmerson / Shauna Milsom | főszereplő                                  |
| 2010      | Út a sikerhez          | The Road to Coronation Street | Josie Scott                    | tévéfilm                                    |
| 2012      |                        | Eternal Law                   | Lucy Orchard                   | 1 epizód                                    |
| 2013      |                        | Great Night Out               | Mabel                          | 1 epizód                                    |
| 2013      |                        | Southcliffe                   | Micki                          | 1 epizód                                    |
| 2013      |                        | Mount Pleasant                | Amber                          | 8 epizód                                    |
| 2014      | Péntek esti vacsora    | Friday Night Dinner           | Emma                           | 1 epizód                                    |
| 2014      |                        | 4 O'Clock Club                | Miss Emma Parkwood             | 10 epizód                                   |
| 2015      |                        | Hetty Feather                 | Hannah Prestwick               | 1 epizód                                    |
| 2015      |                        | The Job Lot                   | Jodie                          | 1 epizód                                    |
| 2016      | Kisvárosi gyilkosságok | Midsomer Murders              | Amber Layard                   | 1 epizód                                    |
| 2016–2018 |                        | Flowers                       | Amy Flowers                    | főszereplő                                  |
| 2017      |                        | Hidden America with Jonah Ray | Emma                           | 1 epizód                                    |
| 2018      |                        | Into the Badlands             | Lily                           | 1 epizód                                    |
| 2018      |                        | Click & Collect               | Claire                         | tévéfilm                                    |
| 2020      | A néma szemtanú        | Silent Witness                | Claire Ashby                   | 2 epizód                                    |
| 2021–2023 | Loki                   | Loki                          | Sylvie                         | - főszereplő - magyar hangja: - Gáspár Kata |
| 2022–2024 |                        | Peacock                       | Blue                           | 6 epizód                                    |
| 2025      | Túl sok                | Too Much                      | Silvia Violet                  | - 1 epizód - magyar hangja: - Csuha Borbála |